# Falls Creek (Victoria)

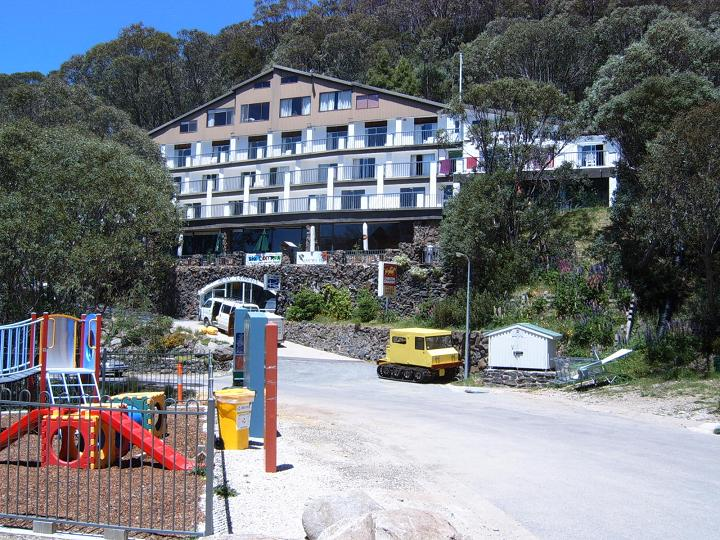
Falls Creek Hotel im Sommer (Januar)

Falls Creek ist ein Wintersportort im Nordosten des australischen Bundesstaates Victoria. Er liegt etwa 350 Straßenkilometer von Melbourne entfernt und etwa 30 km südöstlich der nächsten Stadt, Mount Beauty. Das Wintersportgebiet liegt in Höhen zwischen 1210 m und 1830 m; die höchste Bergstation liegt auf 1780 m. Skifahren kann man auch auf dem nahegelegenen Mount McKay (1842 m), den man von Falls Creek aus mit einem Schneemobil erreichen kann.

## Geschichte
Nach dem Zweiten Weltkrieg begann die State Electricity Commission of Victoria mit dem Wasserkraftprojekt im Tal des Kiewa River. 1948 entstand auf den Almen, die vorher nur als Sommerweide für Rinder genutzt worden waren, das erste Skihotel. Der erste Skilift, ein Schlepplift, wurde 1951 gebaut und der erste Sessellift in diesem Gebiet und somit der Erste in Australien, 1957.
Das Postamt in Falls Creek eröffnete am 9. Juni 1958, bot aber erst ab 1964 Telefon- und Telegraphenanschluss.
Bis 2005, als die Regierung von Victoria die Weidelizenzen nicht mehr fortschrieb, wurden die Bogong High Plains im Sommer noch als Almen für die Viehweide genutzt, wie bereits seit 1851. Mount Bogong, Victorias höchster Berg, liegt ganz in der Nähe. Einige Almhütten haben bis heute überlebt und gelten im Sommer als Touristenattraktion.

## Skigebiet
Das Skigebiet von Falls Creek ist gut für Anfänger geeignet. 80 % der Pisten sind leicht oder mäßig schwierig. Aber Australiens bekannt unsichere Schneelage führt dazu, dass Schneekanonen oft – insbesondere zu Beginn der Saison – die einzige Möglichkeit zur Schaffung nutzbarer Skipisten sind. Sie werden aus dem nahegelegenen Rocky-Valley-Stausee gespeist. Wie bei den meisten australischen Skigebieten gibt es auch in Falls Creek fast ausschließlich heimisches Publikum. Aber auch viele internationale Langläufer kommen, um am jährlichen Kangaroo Hoppet, Australiens Worldloppet-Event am letzten Samstag im August teilzunehmen. Internationale Snowboarder kommen zu Stylewars, Australiens bekanntestem TTR-World-Tour-Event. in der ersten Septemberwoche.
Im Skigebiet gibt es 4.500 Betten und auch eine große Zahl an Restaurants, Bars und Nachtclubs. Es gibt auch Privatzimmer und Ferienwohnungen, bei denen das Management aber verlangt, dass sie zur Vermietung angeboten werden, wenn sie nicht belegt sind.
Der Ort dient im Sommer auch als Ferienort und Ausgangspunkt zur Entdeckung der Nationalparks um Falls Creek.
Falls Creek ist über die Bogong High Plains Road das ganze Jahr über von Mount Beauty aus zu erreichen. Im Winter wird die Mitnahme von Schneeketten angeraten, die bei entsprechender Anordnung auch aufgelegt werden müssen. Die Straße führt weiter über die Bogong High Plains und dann zum Omeo Highway nördlich des Ortes Angler's Rest hinab. Dieser Straßenabschnitt ist im Winter allerdings üblicherweise gesperrt.

### Statistik
Höchster Gipfel: 1.842 m

Höchste Bergstation: 1.780 m

Höhe des Ortes: 1.600 m

Anzahl der Lifte: 14
im Winter
Schneefallgrenze: 1.100 m

Durchschnittlicher jährlicher Schneefall: 4 m

Durchschnittliche Dauer der Wintersaison: 128 Tage
Alpinski
Anzahl der Pisten: über 90

Längste schwierige Abfahrt: Wishing Well, 3 km

Längste Anfängerabfahrt: Wombats Ramble, 2,2 km

Schwierigkeitsmix: Anfänger 17 %, Fortgeschrittene 60 % & Profis 23 %
Langlauf
Anzahl der Loipen: 21

Länge der gespurten Loipen: 65 km

Längste Loipe: Rocky Valley Dam Loop, 21 km

Schwierigkeitsmix: Anfänger 33 %, Fortgeschrittene 48 % & Profis 19 %